# Stadtwerke Lübeck Mobil
Das Verkehrsunternehmen Stadtwerke Lübeck Mobil GmbH (bis 2023 Stadtverkehr Lübeck GmbH) entstand im Jahr 2000 durch Ausgliederung aus dem bis dahin öffentlich-rechtlichen Eigenbetrieb der Stadtwerke Lübeck. Die im Jahr 1994 übernommene Lübeck-Travemünder Verkehrsgesellschaft mbH (LVG) mit dem Betriebshof im Stadtteil Travemünde ist ein hundertprozentiges, integriertes Tochterunternehmen. Alleinige Gesellschafterin ist die Stadtwerke Lübeck Gruppe, in der die Unternehmen der Versorgung mit Energie, Wasser, Digitaler Kommunikation, Netzen und öffentlichem Personennahverkehr für Lübeck und Teile der Region zusammengefasst sind.
Die Stadtwerke Lübeck betreiben mit ihrer SWLMobil GmbH im Ballungsraum Lübeck größtenteils den öffentlichen  Personennahverkehr mit 29 Stadtbus-Linien, die mit eigenen Bussen befahren werden. Hauptknotenpunkt des Liniennetzes ist der ZOB südöstlich des Lübecker Hauptbahnhofs. Neben dem Busverkehr betreiben die Stadtwerke auch die beiden Fähren über die Untertrave zwischen Travemünde und dem Priwall.
→siehe auch: Nahverkehr in Lübeck

## Geschichte
Ab 1924 wurden von der im kommunalen Besitz befindlichen Lübecker Straßenbahn auch Omnibuslinien betrieben. Ab dem 19. Juli 1925 fuhren Linienbusse von der Straßenbahn-Endhaltestelle Kücknitz nach Travemünde. Am 15. September 1925 wurde eine Omnibusverbindung von der lübeckschen Exklave Nusse zum Lübecker Klingenberg eingerichtet, die einmal täglich angeboten wurde, morgens hin und abends zurück. Die Exklave Kurau wurde am 1. Januar 1927 ebenso in eine neue Linie zwischen Lübeck und Ahrensbök eingebunden. Am 28. März 1928 wurde schließlich auch eine Busverbindung von der Exklave Utecht über Rothenhusen, Tüschenbek, Groß Grönau und St. Hubertus zum Lübecker Klingenberg in der Altstadt, wo die „Fernlinien“ ihre Endstation hatten.
Das Liniennetz der Lübecker Straßenbahn sah im Herbst 1925 folgendermaßen aus:
Straßenbahnlinien
10 Roeckstraße – Burgfeld – Kohlmarkt – Mühlentorpl. – St. Jürgen, Weißer Engel – Ratzeburger Allee, Weberkoppel (Fahrzeit 23 Min, 6–11:30 Uhr 20-Min-Takt, 11:30–22 Uhr 10-Min-Takt)
20 Israelsdorfer Allee (Sandberg) – Burgfeld – Kohlmarkt – Mühlentorpl. – Kronsforder Allee, Krankenhaus (Fahrzeit 21 Min, 6–11:30 Uhr 20-Min-Takt, 11:30–21 Uhr 10-Min-Takt)
30 Marli – Kohlmarkt – Bahnhof – Krempelsdorf (Fahrzeit 31 Min, 20-Min-Takt)
40 Schwartauer Allee (Karlstr.) – Bahnhof – Kohlmarkt – Mühlentorpl. – Kronsforder Allee, Krankenhaus (Fahrzeit 22 Min, 10-Min-Takt)
60 Israelsdorfer Allee (Sandberg) – Burgfeld – Beckergrube – Bahnhof (Fahrzeit 17 Min, 20-Min-Takt)
70 Altstadt, Geibelplatz – Burgfeld – Israelsdorfer Allee – Forsthalle – Herrenbrücke – Herrenwyk (Fahrzeit 32 Min, 40-Min-Takt)
80 Altstadt, Markt – Roter Löwe – Moislinger Allee (Fahrzeit 11 Min, 20-Min-Takt)
90 Altstadt, Markt – Roter Löwe – Moislinger Baum (Fahrzeit 19 Min, 20-Min-Takt)
100 Roeckstraße – Burgfeld – Beckergrube – Bahnhof (– Krempelsdorf / – Vorwerker Friedhof) (Fahrzeit 15/26/27 Min, 20-Min-Takt)
110 Marli – Kohlmarkt – Bahnhof – Hansastraße (Fahrzeit 24 Min, 20-Min-Takt)
120 Lübeck, Markt – Bahnhof – Schwartauer Allee – Bad Schwartau (Fahrzeit 30 Min, 20-Min-Takt)
140 Altstadt, Geibelplatz – Burgfeld – Israelsdorfer Allee – Forsthalle – Herrenbrücke – Kücknitz (Fahrzeit 32 Min, 40-Min-Takt)
150 Altstadt, Geibelplatz – Burgfeld – Israelsdorfer Allee – Forsthalle – Schlutup (Fahrzeit 30 Min, 40-Min-Takt)
Omnibuslinien
0·0 Kücknitz – Ivendorf – Travemünde, Stadt – Travemünde, Strandbahnhof (Fahrzeit 22 Min, zweistündlich)
0·0 Lübeck, Klingenberg – Büssau – Krummesse – Bliestorf – Kastorf – Klinkrade – Duvensee – Ritzerau – Nusse (Fahrzeit 40 Min, morgens eine Fahrt ab Nusse, abends eine Fahrt ab Lübeck)
Aufgrund der Behinderung des Straßenbahnbetriebes durch den zunehmenden Kraftfahrzeugverkehr in der Innenstadt wurde ab 1935 damit begonnen, Straßenbahnlinien auf Busbetrieb umzustellen. So fuhren ab dem 26. Februar 1935 neue, größere Omnibusse mit Dieselmotor auf den Linien 1 und 2. Diese Umstellung endete nach dem Ausbruch des Zweiten Weltkrieges. Kraftomnibusse wurden an die Wehrmacht abgegeben, teilweise verkehrte die Straßenbahn wieder auf schon umgestellten Strecken. Als Depot diente der Betriebshof Finkenstraße. Ab dem 20. September 1940 kamen auch Doppeldeckerbusse bei den Stadtwerken zum Einsatz, zunächst auf der Buslinie 4. Dort wurden auch Busanhänger eingesetzt. Die Busse auf den innerstädtischen Linien wurden ab 1942 mit Stadtgas betrieben.

### Nach dem Zweiten Weltkrieg

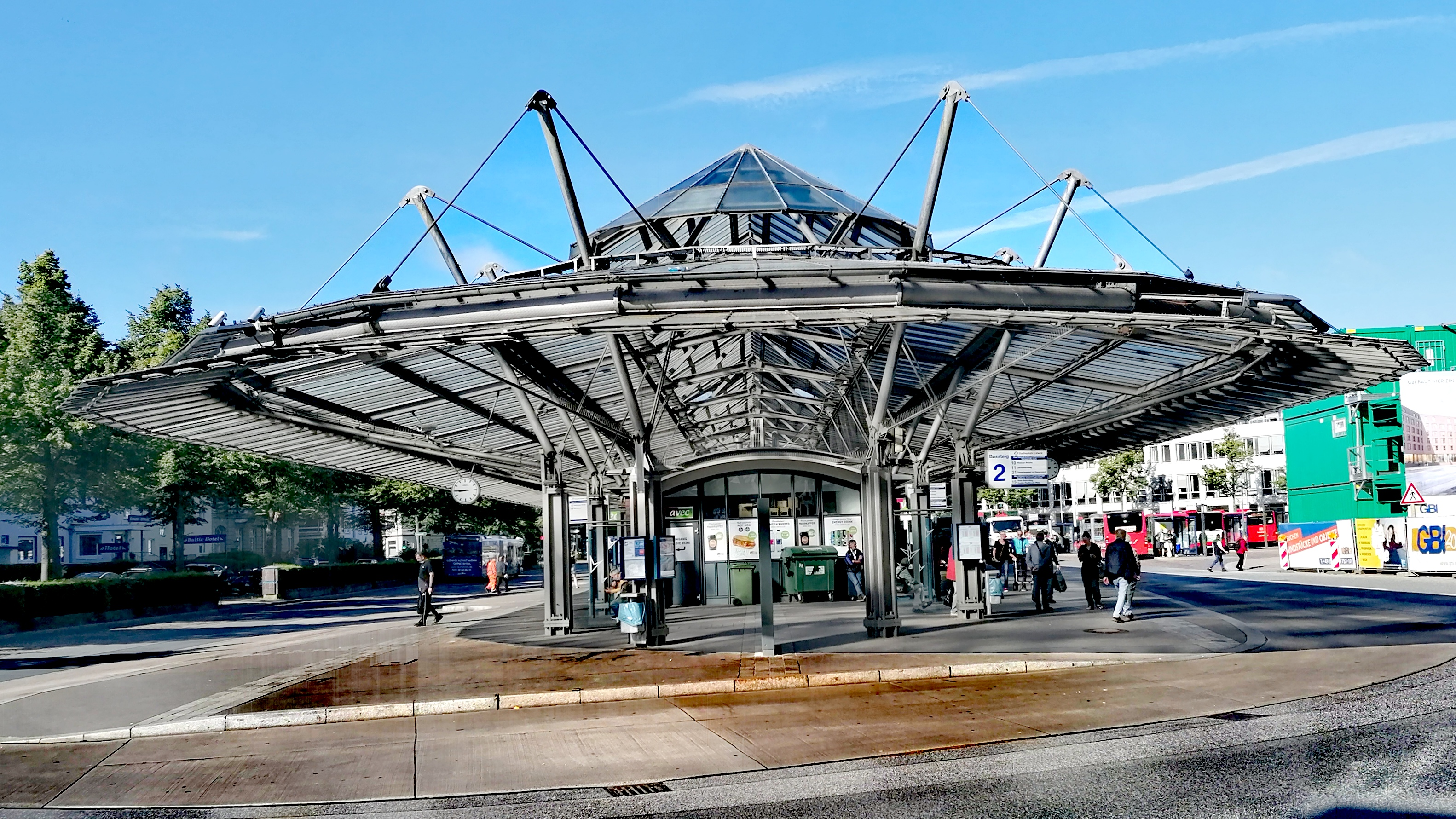
Busbahnhof Lübeck südöstlich des Hauptbahnhofs

Nach den Zerstörungen des Krieges waren Aufräumarbeiten, Reparaturen und Neubeschaffungen erforderlich. Nach der Währungsreform von 1948 und der Gründung der Bundesrepublik Deutschland trat am 17. Juli 1949 ein neuer Fahrplan der Stadtwerke Lübeck in Kraft:
Straßenbahnlinien ab 17. Juli 1949
10 Burgfeld – Forsthalle – Herrenbrücke – Kücknitz (20-Min-Takt)
20 Moisling – Roter Löwe – Lindenplatz – Burgfeld – Forsthalle – Herrenbrücke – Herrenwyk (20-Min-Takt)
30 Krempelsdorf – Hauptbahnhof – Burgfeld – Forsthalle – Schlutup (20-Min-Takt)
40 Krempelsdorf – Hauptbahnhof – Kohlmarkt – Mühlentorpl. – Kronsforder Allee (20-Min-Takt, kein Spätverkehr)
50 Moislinger Baum – Roter Löwe – Lindenplatz – Kohlmarkt – Mühlentor (20-Min-Takt, kein Spätverkehr)
60 Bad Schwartau – Cleverbrück – Hauptbahnhof – Kohlmarkt – Mühlentor – Kronsforder Allee (20-Min-Takt)
70 Cleverbrück – Hauptbahnhof – Burgfeld – Roeckstr. (20-Min-Takt, kein Spätverkehr)
Omnibus-Stadtlinien ab 17. Juli 1949
A0 Brandenbaum – Marli – Roeckstr. – Burgfeld – Kohlmarkt – Mühlentor – Weißer Engel – Krankenhaus Ost (– St. Hubertus) (15-Min-Takt)
B0 St. Lorenz Süd, Hansestr. – Hauptbahnhof – Kohlmarkt – Moltkestr. – Brandenbaum – Eichholz, Steinlager (15-Min-Takt)
C0 Krempelsdorf – Stockelsdorf (30-Min-Takt bis 20 Uhr, danach Einzelfahrten)
D0 Dornbreite – Krempelsdorf – Vorwerker Friedhof (werktags 30-Min-Takt, Sonntag mittags–abends 15-Min-Takt, kein Spätverkehr)
Omnibus-Fernlinien ab 17. Juli 1949
·0 Lübeck, Klingenberg – Nusse (werktags eine Fahrt morgens nach Lübeck, abends nach Nusse, sonntags zwei Fahrten)
·0 Lübeck, Klingenberg – Kastorf – Groß Klinkrade (werktags 4/3 Fahrten, sonntags 3/2 Fahrten)
·0 Lübeck, Klingenberg – Krummesse (werktags etwa 2-Std-Takt, sonntags 3 bzw. 4 Fahrten, kein Spätverkehr)
·0 Lübeck, Klingenberg – Groß Grönau (werktags 3 Fahrtenpaare)
·0 Lübeck Hauptbahnhof – (Genin) – Niendorf (nur werktags, etwa 90-Min-Takt, kein Spätverkehr)
Ab 1955 wurden dann auch die restlichen Straßenbahnlinien auf Busbetrieb umgestellt. Ab dem 14. November 1955 verkehrten folgende Linien der Stadtwerke Lübeck (Verkehrsbetriebe):
Straßenbahnlinien ab 14. November 1955
10 Bad Schwartau – Cleverbrück – Karlstr./Auktionshalle – Hauptbahnhof – Stadttheater – Burgfeld – Kreuzweg – Siems – Kücknitz (Fahrzeit 60 Min, 24-Min-Takt, zur HVZ Einsatzwagen Hauptbf. – Kücknitz → 12-Min-Takt)
20 Hauptbahnhof – Stadttheater – Burgfeld – Kreuzweg – Siems – Herrenwyk (Fahrzeit 37 Min, 24-Min-Takt)
30 Krempelsdorf – Hauptbahnhof – Stadttheater – Burgfeld – Kreuzweg – Travehaus – Schlutup (Fahrzeit 45 Min, 24-Min-Takt)
40 Krempelsdorf – Hauptbahnhof – Kohlmarkt – Stadthalle – Krankenhaus Süd – Kronsforder Allee (Hirtenstr.) (Fahrzeit 24 Min, 24-Min-Takt)
60 Bad Schwartau – Cleverbrück – Hauptbahnhof – Kohlmarkt – Stadthalle – Krankenhaus Süd – Kronsforder Allee (Hirtenstr.) (Fahrzeit 37 Min, 24-Min-Takt)
70 Karlstr./Auktionshalle – Hauptbahnhof – Kohlmarkt – Stadthalle – Krankenhaus Süd (Fahrzeit 18 Min, 12-Min-Takt)
Stadtbuslinien ab 14. November 1955
70 Hauptbahnhof – Kohlmarkt – Stadthalle – Helmholtzstr. (Fahrzeit 14 Min, 30/40-Min-Takt)
A0 Brandenbaum, Herbartweg – Marlipark – Burgfeld – Kohlmarkt – Stadthalle – Krankenhaus Ost – Grönauer Baum – St. Hubertus (– Blankensee) / (– Groß Grönau) (Fahrzeit 28 bzw. 32 Min, 24-Min-Takt, zur HVZ E-Wagen bis Krkhs. Ost → 12-Min-Takt)
B0 Märkische Str./Hansestr. – Hauptbahnhof – Kohlmarkt – Moltkepl. – Brandenbaum – Eichholz (Fahrzeit 28 Min, 12-Min-Takt, zur HVZ Einsatzwagen → 6-Min-Takt)
C0 Moisling – Talweg – Hauptbahnhof – Kohlmarkt – Stadthalle – Burgfeld (Fahrzeit 15/14 Min, 24/12-Min-Takt)
D0 Dornbreite, Uhlenhörn – Krempelsdorf, Friedhofsallee – Vorwerker Friedhof (– Artilleriekaserne) (Fahrzeit 5+4 Min, 24/12-Min-Takt)
E0 Krempelsdorf – Stockelsdorf – Lohstr. (– Cleverbrück) (Fahrzeit 5 bzw. 10 Min, Einzelfahrten)
F0 Heidkoppel, Gothlandstr. – Wisbystr. – Hauptbahnhof – Kohlmarkt – Burgfeld – Marliring (Fahrzeit 21 Min, 24-Min-Takt, zur HVZ Einsatzwagen → 12-Min-Takt)
G0 Hauptbahnhof – Kohlmarkt – Moltkestr. – Gneisenaustr. – Marli, Goebenstr. (Fahrzeit 15 Min, nur werktags, 12-Min-Takt morgens u. nachmittags/abends [mo–fr])
Stadtrand-Omnibuslinien ab 14. November 1955
·0 Lübeck, Obertrave – Steinrade – Badendorf – Dahmsdorf – Fliegenfelde – Zarpen
·0 Lübeck, Obertrave – Eckhorst – Mönkhagen – Heilshoop – Zarpen
·0 Lübeck Hbf – über Autobahn – Dänischburg – Sereetz – Bad Schwartau (– Rensefeld – Groß Parin – Melkendorf nur di und fr)
·0 Lübeck, Obertrave – Heidkoppel – Reußkamp – Niendorf – Branden – Moorgarten
·0 Lübeck Hbf – Poggenpohl – Hansfelde (– Groß Wesenberg) / – Klein Wesenberg
·0 (Lübeck Hbf –) Klingenberg – Krummesse – Klempau – Berkenthin (– Rondeshagen nur di, do, sa)
Am 15. November 1959 verkehrte die letzte Straßenbahn. Das Verkehrsnetz der Stadtwerke wurde danach nur noch durch Omnibusse bedient:
Stadtbuslinien ab 16. November 1959
10 Bad Schwartau – Cleverbrück – Auktionshalle – Hauptbahnhof – Kohlmarkt – Burgfeld – Kreuzweg – Siems – Kücknitz – Roter Hahn (Fahrzeit 54/53 Min, 12-Min-Takt)
20 Stresemannstr. – Stadthalle – Kohlmarkt – Burgfeld – Kreuzweg – Siems – Herrenwyk – Kücknitz, Dummersdorfer Scheide (Fahrzeit 36/37 Min, 24-Min-Takt)
-2- Stresemannstr. – Stadthalle – Kohlmarkt – Burgfeld – Forsthaus (– Kreuzweg – Siems) (Einsatzlinie „2 mit rotem Querstrich“; Fahrzeit 22/26 Min, 24-Min-Takt)
30 (Vorwerk – Auktionshalle –) Hauptbahnhof – Kohlmarkt – Burgfeld – Roeckstr. – Arnimstr./Marliring – Wesloe – Schlutup, Markt (Fahrzeit 40 Min, 24-Min-Takt)
A0 Brandenbaum, Herbartweg – Marlipark – Burgfeld – Kohlmarkt – Stadthalle – Weißer Engel – Krankenhaus Ost – St. Hubertus (Fahrzeit 29/28 Min, 12-Min-Takt)
-A- Brandenbaum, Herbartweg – Marlipark – Burgfeld – Kohlmarkt – Stadthalle (– Mönkhofer Weg/Kastanienallee) (Einsatzlinie „A mit rotem Querstrich“; Fahrzeit 23/25 Min, 12-Min-Takt)
B0 St. Lorenz Süd, Kolberger Weg – Hansestr. – Hauptbahnhof – Kohlmarkt – Moltkeplatz – Krögerland – Eichholz, Steinlager (Fahrzeit 26/25 Min, 12-Min-Takt)
-B- Hauptbahnhof – Kohlmarkt – Moltkeplatz – Krögerland – Eichholz, Teich (Einsatzlinie „B mit rotem Querstrich“; Fahrzeit 30 Min, 12-Min-Takt)
C0 Moisling, Oberbüssauer Weg – Lutherkirche – Drägerwerk – Kohlmarkt/Sandstr. – Stadthalle – Falkenstr. – Burgfeld (Fahrzeit 54/53 Min, 12-Min-Takt)
-C- (Moisling, Schule –) Lutherkirche – Drägerwerk – Kohlmarkt (Einsatzlinie „C mit rotem Querstrich“; Fahrzeit 15/17 Min, 12-Min-Takt)
D0 (St. Lorenz Nord, Beethovenstr. –) Hauptbahnhof – Kohlmarkt/Sandstr. – Stadthalle – Weißer Engel – Krankenhaus Ost (Fahrzeit 22 Min, 24/12-Min-Takt)
E0 Kaserne – Vorwerker Friedhof – / Medenbreite – Dornbreite, Uhlenhörn – Weißer Hirsch – Hauptbahnhof – Kohlmarkt/Sandstr. – Stadthalle – Krankenhaus Süd – Vorrader Str. (Fahrzeit 26 Min, 24/12-Min-Takt)
F0 Falkenfeld, Am Schwarzen Berg – Auktionshalle – Hauptbahnhof – Kohlmarkt – Burgfeld – Roeckstr. (– Wesloe – Schlutup, Markt) / – Marliring (Fahrzeit 25/38 Min, 24-Min-Takt)
G0 Hauptbahnhof – Kohlmarkt – Moltkeplatz – Marli, Goebenstr. (nur mo–fr HVZ u. sa, Fahrzeit 14/13 Min, 12-Min-Takt)
H0 (Stockelsdorf –) Krempelsdorf – Weißer Hirsch – Hauptbahnhof – Kohlmarkt/Sandstr. – Stadthalle – Krankenhaus Süd – Helmholtzstr. – Mönkhofer Weg (Fahrzeit 28 Min, 12-Min-Takt)
L0 Krempelsdorf – Stockelsdorf, Lohstr. – Cleverbrück (Fahrzeit 12 Min, Einzelfahrten)
·0 Pendellinie: (Burgfeld –) Kreuzweg – Schlutup, Markt (Fahrzeit 17/8 Min, 24-Min-Takt)
·0 Bad Schwartau, Markt – Mühlenstr. – Cleverbrück (nur werktags, kein Spätverkehr; 48-Min-Takt)
Stadtrand-Omnibuslinien ab 16. November 1959
·0 (Lübeck, Klingenberg – Stadthalle – Krankenhaus Ost –) St. Hubertus, Kaserne – Wulfseck – Blankensee (60-Min-Takt)
·0 (Lübeck, Klingenberg – Stadthalle – Krankenhaus Ost –) St. Hubertus, Kaserne – Groß Grönau (etwa 60-Min-Takt)
·0 Lübeck, Holstentorplatz – Hauptbahnhof – Schönböckener Str. – Schönböcken / Mori – Steinrade
·0 Lübeck, Holstentorplatz – Hauptbahnhof – (Steinrade – Badendorf – Dahmsdorf – Fliegenfelde) / (Eckhorst – Mönkhagen – Langniendorf – Heilshoop) – Zarpen
·0 Lübeck Hauptbahnhof – Drägerwerk – Moislinger Baum – Poggenpohl – Hansfelde – Hamberge – Eckernschmiede – Heerweg – Groß Wesenberg – Klein Wesenberg (– Schenkenberg)
·0 Lübeck, Holstentorplatz – Hauptbahnhof – über Autobahn – Schwartau, Waldhalle – Dänischburg – Sereetz – Bad Schwartau (– Rensefeld – Groß Parin – Horsdorf – Malkendorf)
·0 Lübeck, Holstentorplatz – Hauptbahnhof – Moisling – Niendorf – Branden – Moorgarten
·0 (Lübeck Hauptbahnhof –) Klingenberg – Krankenhaus Süd – Büssau – Krummesse – Klempau – Berkenthin (– Rondeshagen)
1994 wurde die Lübeck-Travemünder Verkehrsgesellschaft (LVG) übernommen. Sie ist seitdem ein hundertprozentiges Tochterunternehmen mit der Konzession für den Busverkehr von der Innenstadt nach Travemünde, innerhalb des Stadtteils und in benachbarte Ostseebäder mit einem eigenen Betriebshof in Travemünde.
Der Betriebshof Roeckstraße im Stadtteil St. Gertrud, der früher auch für die Straßenbahn genutzt wurde, wurde 1998 durch den neuen Betriebshof Ratekauer Weg auf dem Gelände der Ende 1993 geschlossenen Trave-Kaserne in Vorwerk ersetzt. Das Gelände ist bebaut worden. Den Betriebshof Finkenstraße gibt es ebenfalls nicht mehr.
Von 1992 bis zum 31. Juli 2011 galt der Tarif der Tarifgemeinschaft Lübeck. Das Lübecker Tarifgebiet war dazu in mehrere Tarifzonen unterteilt. Seit dem 1. August 2011 gilt auch in Lübeck der Schleswig-Holstein-Tarif.
Ab Mitte 2013 wurden die alten Haltestellenunterstände durch neue der Wall AG ersetzt. Ab 2022 wurde auf den radialen Strecken durch Kombination von Linien der "Lübeck-Takt" eingeführt; an diesen Haltestellen fährt montags bis freitags von ca. 07 Uhr bis 20 Uhr mindestens alle 10 Minuten ein Bus.

## Linienübersicht
| Linie | Streckenverlauf |
| ----- | --- |
|       | Kohlmarkt = Zentralhaltestelle (Kohlmarkt←/ Schüsselbuden←/ Sandstraße→/ Wahmstraße→) |
| 1     | Sereetz, Rugenberg – Luv Shopping – Bf. Bad Schwartau / – Bad Schwartau ZOB / – Eutiner Ring – Karlstraße – ZOB/Hauptbahnhof – Kohlmarkt – Fahlenkampsweg – Stadtweide – Stephensonstraße TH – Dorothea-Erxleben-Str. (Hochschulstadtteil) |
| 2     | Stockelsdorf, Ravensbusch – Groß Steinrade – Bauernweg – ZOB/Hauptbahnhof – Kohlmarkt – Sana Klinikum / –Sudetenstraße / Mo-Fr: – Vorrader Straße – Estlandring |
| 3     | Sereetzer Weg – Vorwerker Diakonie – Karlstraße – Lohmühlenplatz – ZOB/Hauptbahnhof – Gustav-Radbruch-Platz – Marliring – Wesloer Brücke – Kirschenallee – Teufelsmoor – Eichholz |
| 4     | Groß Grönau – St. Hubertus – Universitätsstraße – Fahlenkampsweg – Kohlmarkt←/Königstraße→ – Gustav-Radbruch-Platz – Kaufhof – Wesloer Brücke – Heiweg (kein Spätverkehr) |
| 5     | Bf. Moisling – Moislinger Baum – Lutherkirche – Drägerwerk – ZOB/Hauptbahnhof – Kohlmarkt – Kaufhof – Brandenbaum – Eichholz (– Bf. Herrnburg) |
| 6     | Hamburger Straße – Buntekuh – Lutherkirche – Kolberger Platz – ZOB/Hauptbahnhof – Kohlmarkt – Fahlenkampsweg – Universitätsstraße – St. Hubertus – Flughafen – Blankensee, Dorfplatz (– Blankensee, Seekamp) |
| 7     | Bad Schwartau ZOB – Clever Landstraße – Sereetzer Weg – Vorwerker Friedhof – Kurzer Weg – ZOB/Hauptbahnhof – Kohlmarkt – Zeißstraße – Genin – Bf. Moisling |
| 8     | ZOB/Hauptbahnhof – Kohlmarkt – Fahlenkampsweg – UKSH/Universität – Stephensonstraße TH – Schärenweg – Bornkamp |
| 9     | Bad Schwartau ZOB / – Sereetzer Weg – Clever Landstraße – Stockelsdorf, Rathausmarkt – ZOB/Hauptbahnhof – Kohlmarkt – Fahlenkampsweg – Stadtweide – TH / – Stephensonstraße TH / – UKSH/Universität – Grillenweg |
| 10    | Groß Parin – Bad Schwartau ZOB – Eutiner Ring – Vorwerker Diakonie – Karlstraße – ZOB/Hauptbahnhof – Kohlmarkt – Gustav-Radbruch-Platz – Roeckstraße – Wesloer Brücke – Gleisdreieck (Sa+So: Groß Parin – Bad Schwartau/ZOB als Linientaxi) |
| 11    | Schlutup, Zarnewenzweg – Wesloer Brücke – Kaufhof – Gustav-Radbruch-Platz – Kohlmarkt – ZOB/Hauptbahnhof – Mozartstraße – Buntekuh – Bf. Moisling / – Moorgarten / – Klein Wesenberg |
| 12    | Bf. Moisling – Moislinger Baum – Citti-Park – Roggenhorst – Bauernweg – Dornbreite – ZOB/Hauptbahnhof – Gustav-Radbruch-Platz – Adolfstraße – Ehrenfriedhof – Luisenstraße – Gothmund |
| 15    | (Niels-Bohr-Ring – Ehrenfriedhof – Roeckstraße –) Gustav-Radbruch-Platz – Hüxtertorallee – Kohlmarkt – ZOB/Hauptbahnhof |
| 16    | Krummesse, Tannenweg – Krummesser Baum – Vorrader Straße – Sana-Klinikum – Stadthalle – Kohlmarkt – ZOB/Hauptbahnhof – Lutherkirche – Kolberger Platz – Buntekuh (– Hamburger Straße) |
| 17    | Bad Schwartau ZOB – Leibniz-Gymnasium – Cleverhofer Weg – Rensefelder Weg – Klaus-Groth-Straße – Stockelsdorf, Altenheim – Stockelsdorf, Marienburgstraße – Stockelsdorf, Rathausmarkt |
| 18    | Bad Schwartau ZOB – Rensefeld – Bollbrüch (als Linientaxi, nur Mo-Fr) |
| 21    | Citti-Park – Buntekuh – Ziegelstraße – ZOB/Hauptbahnhof – Kohlmarkt – Gustav-Radbruch-Platz – Kaufhof – Wesloer Brücke – Schlutup, Zarnewenzweg (Mo-Fr, Sa nur Citti-Park – Gustav-Radbruch-Platz) |
| 24    | Gothmund – Kreuzwegbrücke – Schlutup, Markt – Selmsdorf, An der Trave (überwiegend als Linientaxi, nur Mo-Fr) |
| 25    | Hansehalle – Karlstraße – Ehrenfriedhof – Roeckstraße – Gustav-Radbruch-Platz – Hüxtertorallee – Kohlmarkt – ZOB/Hauptbahnhof (nur Mo-Fr bis 16 Uhr) |
| 26    | Citti-Park – Buntekuh – Lutherkirche – Kolberger Platz – ZOB/Hauptbahnhof – Kohlmarkt – Sana Klinikum – Vorrader Straße / (Mo-Fr: – Vorrade – Wulfsdorf – Beidendorf) – Krummesse, Tannenweg (nur Mo-Sa, kein Spätverkehr) |
| 30    | Stephensonstraße – Sana Klinikum – ZOB/Hauptbahnhof – Kohlmarkt – Gustav-Radbruch-Platz – Jungborn – Kreuzwegbrücke – Kücknitzer Scheide – Solmitzstraße – Bf. Kücknitz – Ivendorf – Priwallfähre – Bf. Travemünde Strand – Nordmeerstraße – Gneversdorf (Schnellbus, nur Mo-Sa)                                                                              |
| 31    | Bf. Moisling – Moislinger Baum – Buntekuh – Mozartstraße – ZOB/Hauptbahnhof – Kohlmarkt – Gustav-Radbruch-Platz – Zeppelinstraße – Israelsdorf – Siems/Kieselgrund – Silberstraße – Kücknitz, Hirtenbergweg (Sa+So nur ZOB/Hbf. – Hirtenbergweg) |
| 33    | Roter Hahn – Solmitzstraße – Siems – Luv Shopping – Rodenkathen – Riesebusch – Bad Schwartau ZOB |
| 34    | (ZOB/Hauptbahnhof – Kohlmarkt – Gustav-Radbruch-Platz – Ehrenfriedhof – Israelsdorf – Kreuzwegbrücke – Siems/Kieselgrund – Kücknitzer Scheide – Solmitzstraße – Roter Hahn – Ivendorf – Teutendorfer Weg – Nordlandring – Bf. Travemünde Strand – Priwallfähre – Teutendorfer Weg) (Mo-Sa einzelne Fahrten früh und spät, So nur ZOB/Hbf. – Roter Hahn, → 50) |
| 35    | Dreilingsberg – Nordmeerstraße – Kowitzberg – Dänemarkstraße – Bf. Travemünde Strand – Priwallfähre – Teutendorfer Weg (→AST: – Teutendorf, Raiffeisen) – Warnsdorf (nur Mo–Fr, kein Spätverkehr) |
| 36    | Roter Hahn – Skandinavienkai-Terminal – Ivendorf – Rönnauer Weg – Teutendorfer Weg – Priwallfähre |
| 38    | Dreilingsberg – Teutendorfer Weg – Priwallfähre – Priwall, Wellenschlag (nur Mo–Fr, kein Spätverkehr) |
| 40    | ZOB/Hauptbahnhof – Kohlmarkt – Gustav-Radbruch-Platz – Jungborn – Kreuzwegbrücke – Bf. Kücknitz – Ivendorf – Rönnauer Weg – Teutendorfer Weg – Nordlandring – Bf. Travemünde Strand – Brodten – Niendorf – Timmendorfer Strand / – Bf. Scharbeutz (Schnellbus)                                                                                                |
| 50    | ZOB/Hauptbahnhof – Kohlmarkt – Gustav-Radbruch-Platz – Jungborn – Kreuzwegbrücke – Kücknitzer Scheide – Solmitzstraße – Roter Hahn – Ivendorf – Pommernzentrum – Teutendorfer Weg – Priwallfähre – Bf. Travemünde Strand – Dreilingsberg (Schnellbus, So nur Roter Hahn – Dreilingsberg, → 34)                                                                |

Stand 12/2024

## Fuhrpark

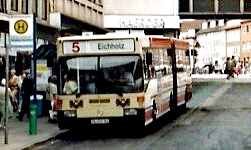
Mercedes-Benz O405 G

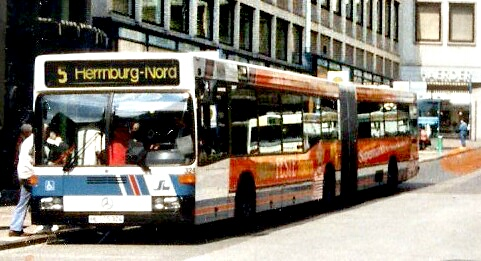
Mercedes-Benz O405 GN

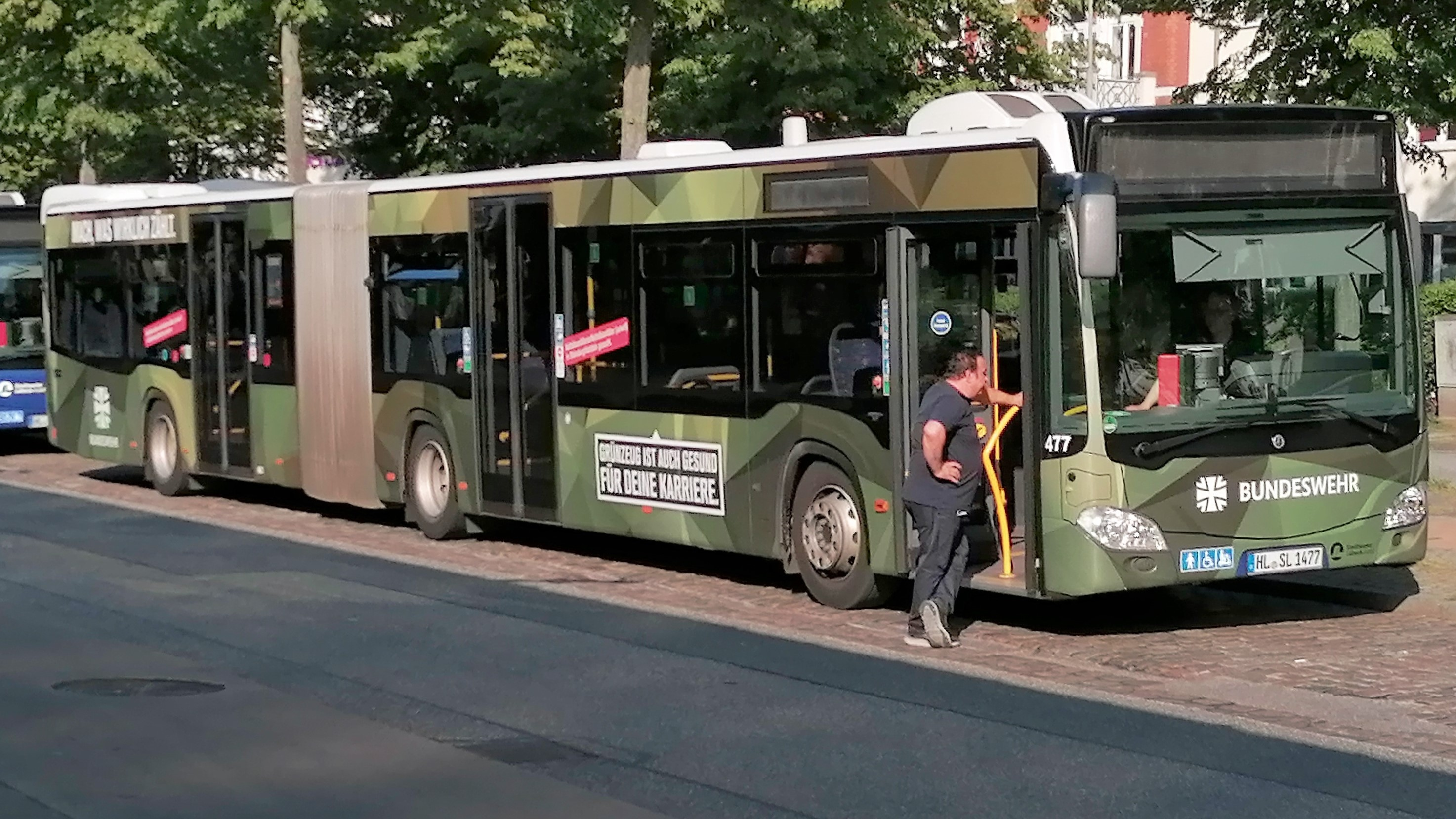
Bundeswehr-Werbung auf einem Gelenkbus vom Typ Mercedes-Benz Citaro C2 G

Die ersten Omnibusse für die Lübecker Straßenbahn lieferten Magirus und Büssing. Für die Umstellung der Straßenbahnlinien wurden 42 Busse sowie 23 Busanhänger bei Büssing bestellt. Für die Linie nach Travemünde wurden vier Doppeldeckerbusse bestellt, die aber erst nach dem Zweiten Weltkrieg geliefert wurden. Ab 1950 wurden 24 Büssing Trambusse beschafft.
1955 wurden erstmals Busse von Daimler-Benz vom Typ O 321 H beschafft. Damit verbunden war auch die Umstellung auf Einmannbetrieb. Danach wurden bis auf wenige Ausnahmen Busse nur noch bei Daimler-Benz bestellt.
Zur Ablösung des Straßenbahnbetriebes wurden 1958 23 Großraumbusse vom Typ Mercedes-Benz O 317 beschafft, weitere 37 Fahrzeuge folgten 1959. 1961 wurden die ersten Gelenkbusse (Daimler-Benz/Gaubschat), noch mit Schaffner und Fahrgastfluss von hinten nach vorn, eingesetzt. In den 1960er Jahren setzte sich aufgrund starker Kostensteigerungen (Personalkosten) und Personalmangel der Einmannbetrieb auch bei den Großraumwagen durch. 1969 wurden die ersten Standard-Linienbusse vom Typ MB O305 eingeführt. Im Jahr 1980 waren 132 O305, 12 Gelenkbusse (Mercedes-Benz O317/Vetter) und 25 Gelenkbusse (Mercedes-Benz O305/Vetter) im Bestand.
2011 wurde der Fuhrpark um fünf Hybridbusse des Typs HESS Swisshybrid (Gelenkbusse mit den Wagennummern 495–499) sowie fünf Solobusse des Typs MAN Lion’s City A37 Hybrid (Wagennummern 695–699) erweitert. Die Fahrzeuge sind mittlerweile aus dem Fuhrpark ausgeschieden.
Neue Omnibusse, die ab Mitte 2013 angeschafft wurden, verfügen fortan über Fahrgastinformationssysteme und WLAN.
Ab dem zweiten Quartal 2014 wurde der Fuhrpark durch etliche Solo- und Gelenkbusse vom Typ Mercedes-Benz Citaro C2 ergänzt. Die letzten Dieselbusse (Mercedes-Benz Citaro) wurden 2020 an die SWL Mobil ausgeliefert.
In den Jahren 2020 bis 2023 erweiterte die SWL Mobil ihren Fuhrpark mit Elektrobussen vom Typ Mercedes-Benz eCitaro und Mercedes-Benz eCitaro G.
Der Regionale Nahverkehrsplan (RNVP) sieht vor, dass bis 2025 vierzig Prozent und bis zum Jahr 2030 siebzig Prozent der Busflotte elektrisch angetrieben werden sollen.
Die Busse der Hansestadt trugen bis in die 1990er Jahre die in Deutschland weit verbreitete Farbe RAL 1015. Über deren vorderen Scheinwerfern prangte je ein Lübecker Stadtadler. Der letzte Neuwagen mit dieser Lackierung wurde 1992 angeschafft. Diese verschwanden in den 1990er Jahren aus dem Stadtbild, sie wurden durch weiße Busse mit blau-roten Streifen ersetzt. Mitte 2013 wurde auch ein Citaro-Gelenkbus mit der Wagennummer 345 im Ultramarinblau des THW in Dienst gestellt, der zwei Jahre lang dafür warb. Es gab und gibt inzwischen viele weitere Stadtbusse mit Vollwerbung. Darunter sind auch fünf Hybridbusse. Neuwagen werden mittlerweile in Verkehrsweiß lackiert und dann mit Vollwerbungen beklebt.